# 梁基爵
梁基爵（Keith Leung，1972年—，曾使用筆名Gaybird）是一名香港作曲家、編曲家及音乐監製，是人山人海的成员之一。他畢業於香港演藝學院音樂系，学习作曲及电音创作。1993年代表香港參加由亞洲作曲家聯盟所舉辦的青年作曲家大賞，獲得亞軍。
2012年他获得华语音乐传媒大奖颁发的“最佳电子音乐艺人”奖。

## 作品

### 1994年
- 李婉華 - 同居關係（編；與劉以達共同編曲）

### 1995年
- 黃耀明 - 當美麗化作灰塵（曲、編、監；與黃耀明共同作曲、監製）
- 黃耀明 - 大玩偶的搖籃曲（曲、編、監；與黃耀明共同作曲、監製）
- 黃耀明 - 風雨同路（天國近了）（編、監；與黃耀明共同監製）

### 1996年
- 莫文蔚 - 我不需要憐憫（編）
- 達明一派 - 快樂牛郎（曲；與黃耀明共同作曲）

### 1997年
- 林海峰 - 拾拾吓（Demo Version）（曲、編）
- 梁漢文 - 習慣你（編）
- 梁漢文 - 月光游泳池（編）
- 黃耀明 - 輪流轉（編、監；與黃耀明、李端嫻共同監製）
- 黃耀明 - 狂潮（編、監；與黃耀明、李端嫻共同監製）
- 黃耀明 - 血染的風采（編、監；與黃耀明、李端嫻共同監製）
- 黃耀明 - 情深說話未曾講（編、監；與黃耀明、李端嫻共同監製）
- 黃耀明 - 如果你愛我（曲、編）
- 黃耀明 - 風月寶鑒（與于逸堯共同作曲）
- 楊千嬅 - 缺陷美（編）
- 楊千嬅 - 手信（編）
- 楊千嬅 - 手信（mo' music mix）（編）

### 1998年
- 郭富城 - 一變傾城（編、監）
- 郭富城 - 這夜心情（編、監）
- 郭富城 - 愛的禱告（編、監）
- 郭富城 - 好想說聲謝謝你（編、監）
- 郭富城 - 藍色魅力（編、監）
- 陳小春 - 我女人（編）
- 黃耀明 - 暗湧（編、監；與黃耀明共同監製）
- 楊千嬅 - 出埃及記（曲、編、監）
- 楊千嬅 - 因為所以（畢氏定理）（編）
- 楊千嬅 - 田中小百合（編、監）
- 楊千嬅 - E-714342（La La La Mix）（編）
- 楊千嬅、梁漢文、陳奕迅 - 不一樣的夏（編、監；與于逸堯共同監製）
- 羅嘉良 - 其實我明白妳暗示（編）

### 1999年
- 有耳非文 - 記號（編、監）
- 有耳非文 - 清平樂（曲、編、監）
- 有耳非文 - 亂交叉來（曲、編、監）
- 有耳非文 - 今天我遲了起床（曲、編、監）
- 有耳非文 - 懶超人（曲、編、監）
- 有耳非文 - 說謊蛋糕（曲、編、監）
- 有耳非文 - 鬍子（編、監）
- 有耳非文 - 懶美人之戀（編、監）
- 有耳非文 - 用嘴思考（曲、編、監）
- 有耳非文 - 懶的開口（曲、編、監）
- 林海峰 - 廢柴同盟（曲、編）
- 林海峰 - 安眠（曲、編；與黃耀明共同作曲）
- 梁漢文 - 現在就愛我（編）
- 梅艷芳 - 艷舞台（監；與黃耀明共同監製）
- 梅艷芳 - 比生命更大（曲、編、監；與黃耀明共同監製）
- 郭富城 - 只有妳（傾情篇）（編、監）
- 郭富城 - 忘記你忘記了我（編、監）
- 郭富城 - 渴望無限 Ask For More（Dedicated Oriental Mix）（編）
- 郭富城 - 遊園驚夢（監）
- 郭富城 - Summer Aloha（曲、編、監）
- 郭富城 - 戀愛時間（監）
- 郭富城 - 一舞訂情（監）
- 郭富城 - 愛情基本法（監）
- 郭富城 - 遊園驚夢Remix（驚情篇）（監）
- 郭富城 - 一晚（監）
- 郭富城 - 愛下去（監）
- 郭富城 - 未了解（監）
- 郭富城 - 完全是妳（曲、編、監）
- 郭富城 - 遊園驚夢（國語版）（編、監）
- 楊千嬅 - 繼續努力
- 鄭秀文 - 無藥可救（曲、編）
- 鄭秀文 - 甜（編）

### 2000年
- 丁菲飛 - 清平調（編）
- 丁菲飛 - 長恨歌（編）
- 吳奇隆 - 不願分離（編、監）
- 吳奇隆 - 手怕（編、監）
- 李惠敏 - 男兒再不負深情（編）
- 李惠敏、丁菲飛 - 霓裳羽衣（編）
- 車婉婉 - 恨太空（曲、編、監；與黃耀明共同監製）
- 張智霖 - 失意忘形（曲、編、監）
- 莫文蔚 - 吸煙不吸煙（編、監；與黃耀明、蔡德才共同監製）
- 黃耀明 - 我這麼容易愛人（編、監；與黃耀明共同監製）
- 黃耀明 - 迷戀荷爾蒙（編、監；與黃耀明共同監製）
- 蔡　琴 - 花天走地（曲；與黃耀明共同作曲）
- 鄭秀文 - 兒童不宜（曲、編）
- 鄭秀文 - 珠光寶氣（曲、編）
- 盧巧音 - 紫醉金迷（曲、編）
- 譚詠麟、丁菲飛 - 萬里白雲萬里路（編）

### 2001年
- 王　菲 - 色盲
- 有耳非文 - 打狗女郎（曲、編、監；與有耳非文共同作曲）
- 有耳非文 - 說好了一起去死（編、監）
- 有耳非文 - 尋找新寵物（曲、編、監）
- 有耳非文 - 疾病（曲、編、監）
- 有耳非文 - 老夫老妻（編、監）
- 有耳非文 - 恐龍學唱歌（曲、編、監；與有耳非文共同作曲）
- 有耳非文 - 三明治之三角戀（曲、編、監）
- 有耳非文 - 咒語（曲、編、監）
- 有耳非文 - 變化（曲、編、監）
- 有耳非文 - 幽媾之往生（曲、編、監）
- 何韻詩 - 艷蛇出洞（曲、編、監）
- 林海峰 - 伴我同行（監；與林海峰共同監製）
- 林海峰 - 飽滿愛（監；與林海峰共同監製）
- 林海峰 - 屎尿屁（曲、編、監；與林海峰共同監製）
- 林海峰 - 中學生應否談戀愛（監；與林海峰共同監製）
- 林海峰 - 剔（監；與林海峰共同監製）
- 林海峰 - 你好朝偉（監；與林海峰共同監製）
- 林海峰 - 舞池（監；與林海峰共同監製）
- 林海峰 - Whassup（監；與林海峰共同監製）
- 林海峰 - 那個下午我在舊屋燒炭（編、監；與林海峰共同監製）
- 林海峰 - 我得你得唔得（編、監；與DJ Tommy共同編曲；與林海峰共同監製）
- 梁漢文、森　美 - 一夜成名（曲、編、監）
- 梁漢文、何韻詩、森　美、小　儀、有耳非文、劉浩龍 - 一家團聚雜菜煲（曲、編、監）
- 森　美、小　儀、梁漢文、何韻詩 - 十九樓半的夏天（曲、編、監）
- 森　美、小　儀、梁漢文、何韻詩 - 十九樓的另一半（曲、編、監）

### 2002年
- 小　儀 - 兒女私情散打王偶遇鸞鳳和鳴飛甩雞毛嫂（曲、編、監）
- 方力申、李彩樺 - 開玩笑（曲、編、監）
- 方皓玟 - 烈燄紅唇（編、監）
- 有耳非文 - 鳥和樹（詞、編、監；與有耳非文共同作詞）
- 有耳非文 - 黑衣人（曲、編、監；與有耳非文共同作曲、監製）
- 有耳非文 - 親密愛人（編、監）
- 有耳非文 - 元氣飯糰（曲、編、監；與有耳非文共同監製）
- 谷祖琳 - 同機蜜友（編、監；與黃耀明、蔡德才共同監製）
- 梁朝偉 - 明星（編）
- 許志安 - 晚安歌（曲、編、監）
- 許志安、森　美、鄧健泓、方力申 - 天地無用（曲、編、監）
- 陳慧珊 - 抱緊眼前人（編、監；與蔡德才共同編曲）
- 陳潔儀  - 似水流年（編、監）
- 彭　羚 - K歌之王（編、監；與黃耀明共同監製）
- 森　美 - 如果我先死（曲、編、監）
- 森　美、小　儀、許志安 - 乞丐王子（曲、編、監）
- 森　美、小　儀、許志安、鄧健泓、方力申、李彩樺 - 奪鏢（曲、編、監）
- 森　美、小　儀、許志安、鄧健泓、方力申、李彩樺 - 疊羅漢（曲、編、監）
- 黃秋生 - 偶然（編、監）
- 葉蒨文 - 渡假（曲、編、監；與黃耀明、蔡德才共同監製）
- 葉蒨文 - 我有兩雙肩膊（編、監；與黃耀明、蔡德才共同監製）
- 鄧健泓 - 似是故人來（編、監）
- 鄧健泓 - 迷妳（曲、編、監）
- 鄧健泓 - 見光死（曲、編、監）
- 鄧健泓、有耳非文 - 將冰山劈開（編、監）

### 2003年
- 有耳非文 - Vivace Leichtlish（曲、編、監；與有耳非文共同監製）
- 有耳非文 - Goodbye Bali（曲、編、監；與有耳非文共同監製）
- 有耳非文 - 家有惡女（曲、編、監；與有耳非文共同監製）
- 有耳非文 - 叱咤女皇（曲、編、監；與有耳非文共同監製）
- 有耳非文 - largo con solennita（曲、編、監；與有耳非文共同監製）
- 吳家穎 - 心跳無聲（曲、編、監）
- 容祖兒 - 傻女（編）
- 容祖兒 - 出賣（編）
- 黃耀明 - 攞命舞（曲、編、監；與黃耀明共同作曲；與黃耀明、李端嫻共同監製）
- 黃耀明 - 新浪漫（編、監；與黃耀明、蔡德才共同監製）
- 黃耀明 - 明日天涯（曲、編、監；與黃耀明、李端嫻共同監製）
- 黃耀明 - 身外情
- 楊千嬅 - 歌舞昇平（曲、編、監）
- 鄧麗欣 - 三角（曲、編、監）

### 2004年
- 有耳非文 - 戀戀山海（曲、編、監）
- 楊千嬅 - 明日之歌（曲、編、監）
- 鄭秀文 - 馴悍記（編、監；與蔡德才共同監製）
- 鄭秀文 - 我這樣愛你（編）
- 鄭秀文 - 償還（編）

### 2005年
- at17 - 才女（編）
- 楊千嬅 - 長恨哥哥（編）
- 鄭秀文 - 長恨歌（曲、編）

### 2006年
- at17 - 知己知彼（編、監）
- 許志安 - 孫果與了因（編、監）
- 許志安 - 諾貝爾的名單（曲、編、監）
- 陳慧琳 - 寶萊塢生死戀
- 黃耀明 - 永恆
- 黃耀明 - 四大皆空
- 黃耀明 - 如歌的行板 （國）

### 2007年
- at17 - 同聲同氣（編、監）
- at17 - 最好的時光（編、監）
- 有耳非文 - （東京鐵塔下）gulugulu（曲、編、監；與有耳非文共同監製）
- 有耳非文 - 最後今天（太陽版）（曲、編、監；與有耳非文共同作曲、監製）
- 有耳非文 - 最後今天（月亮版）（曲、編、監；與有耳非文共同作曲、監製）
- 鄭秀文 - Mi（監；與Edward Chan、Charles Lee共同監製）
- 鄭秀文 - Mi（國）（監；與Edward Chan、Charles Lee共同監製）

### 2011年
- 盧凱彤 - 雀斑（編、監；與盧凱彤共同編曲；與盧凱彤、蔡德才共同監製）

### 2012年
- 泳　兒 - 很慣很懶（編、監；與蔡德才共同監製）
- 泳　兒 - 一起去峇里（監；與蔡德才共同監製）
- 泳　兒 - 接近天空的地方（監；與蔡德才共同監製）
- 泳　兒 - 冬城（編、監；與蔡德才共同監製）
- 泳　兒 - 打開窗（編、監；與蔡德才共同監製）
- 泳　兒 - 清空（編、監；與蔡德才共同監製）
- 泳　兒 - 領會（監；與蔡德才共同監製）
- 泳　兒 - 萌（編、監；與蔡德才共同監製）
- 泳　兒 - 暢泳（監；與蔡德才共同監製）
- 泳　兒 - 哪裡（曲、編、監；與蔡德才共同監製）
- 盧凱彤 - Departure（監；與盧凱彤共同監製）
- 盧凱彤 - 小霧（編、監；與蔡德才、盧凱彤共同監製）

### 2013年
- 泳　兒 - 心呼吸（編、監；與蔡德才共同監製）
- 泳　兒 - 我自在（編、監；與蔡德才共同監製）
- 泳　兒 - 睡前服（編、監；與蔡德才共同監製）
- 泳　兒 - 睡房宣言（編、監；與蔡德才共同監製）
- 泳　兒 - 深白色（編、監；與蔡德才共同監製）
- 泳　兒 - 一半床（編、監；與蔡德才共同監製）
- 泳　兒 - 通電（曲、編、監；與蔡德才共同監製）
- 泳　兒 - 清潔愛（監；與蔡德才共同監製）
- 泳　兒 - 晚上我是天蠍座（編、監；與蔡德才共同監製）
- 泳　兒 - 後來（編、監；與孔奕佳共同編曲、與蔡德才共同監製）

### 2017年
- 方皓玟 - UWILC（編、監）
- 達明一派 - 1+4=14（編、監；與劉以達共同編曲、與達明一派共同監製）
- 達明一派 - 排名不分先後左右忠奸（係人定係鬼）（編、監；與達明一派共同監製）
- 鄭秀文 - 理智與感情（編、監；與蔡德才共同監製）

### 2019年
- 達明一派 - 回憶有罪（編、監；與達明一派共同監製）

### 2020年
- 黃耀明 - 自由之夏（編、監；與黃耀明共同監製）